# Corticeiro de Cima
Corticeiro de Cima é uma povoação portuguesa do Município de Cantanhede que foi sede da Freguesia de Corticeiro de Cima, freguesia que tinha 5,39 km² de área e 721 habitantes (2011), e, por isso, uma densidade populacional de 133,8 hab/km².
A Freguesia de Corticeiro de Cima foi extinta em 2013, no âmbito de uma reforma administrativa nacional, tendo sido agregada à Freguesia de Vilamar, para formar uma nova freguesia denominada União das Freguesias de Vilamar e Corticeiro de Cima com a sede em Vilamar.
Corticeiro de Cima dista cerca de doze quilómetros da cidade de Cantanhede, ficando situada no extremo norte do município. Confronta com Carapelhos (Mira) e Fonte de Angeão (Vagos), a norte, Vilamar, a nascente, Mira, a poente, e São Caetano, a sul.
A povoação é atravessada pela vala Velha que tem água quase todo o ano. Outrora alimentou os moinhos a que o povo chamava azenhas.
A actividade económica é maioritariamente baseada na agricultura, ourivesaria e mercado de electrodomésticos. O povoado possui ainda um grupo e Centro Sócio-Caritativo, local para desporto e um grupo Etnográfico.
A freguesia era constituida por 4 lugares: Corticeiro de Cima, Vale do Corticeiro, Quinta e Cabeço Redondo.

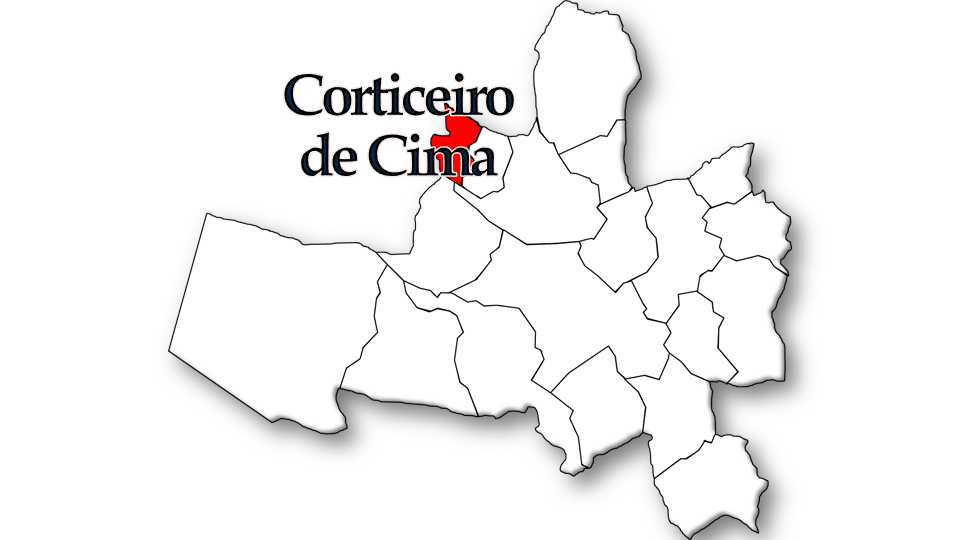
Localização no Município de Cantanhede

## População
| População da freguesia de Corticeiro de Cima | População da freguesia de Corticeiro de Cima | População da freguesia de Corticeiro de Cima | População da freguesia de Corticeiro de Cima | População da freguesia de Corticeiro de Cima | População da freguesia de Corticeiro de Cima | População da freguesia de Corticeiro de Cima | População da freguesia de Corticeiro de Cima | População da freguesia de Corticeiro de Cima | População da freguesia de Corticeiro de Cima | População da freguesia de Corticeiro de Cima | População da freguesia de Corticeiro de Cima | População da freguesia de Corticeiro de Cima | População da freguesia de Corticeiro de Cima | População da freguesia de Corticeiro de Cima |
| -------------------------------------------- | -------------------------------------------- | -------------------------------------------- | -------------------------------------------- | -------------------------------------------- | -------------------------------------------- | -------------------------------------------- | -------------------------------------------- | -------------------------------------------- | -------------------------------------------- | -------------------------------------------- | -------------------------------------------- | -------------------------------------------- | -------------------------------------------- | -------------------------------------------- |
| 1864                                         | 1878                                         | 1890                                         | 1900                                         | 1911                                         | 1920                                         | 1930                                         | 1940                                         | 1950                                         | 1960                                         | 1970                                         | 1981                                         | 1991                                         | 2001                                         | 2011                                         |
|                                              |                                              |                                              |                                              |                                              |                                              |                                              |                                              |                                              |                                              |                                              |                                              | 838                                          | 858                                          | 721                                          |

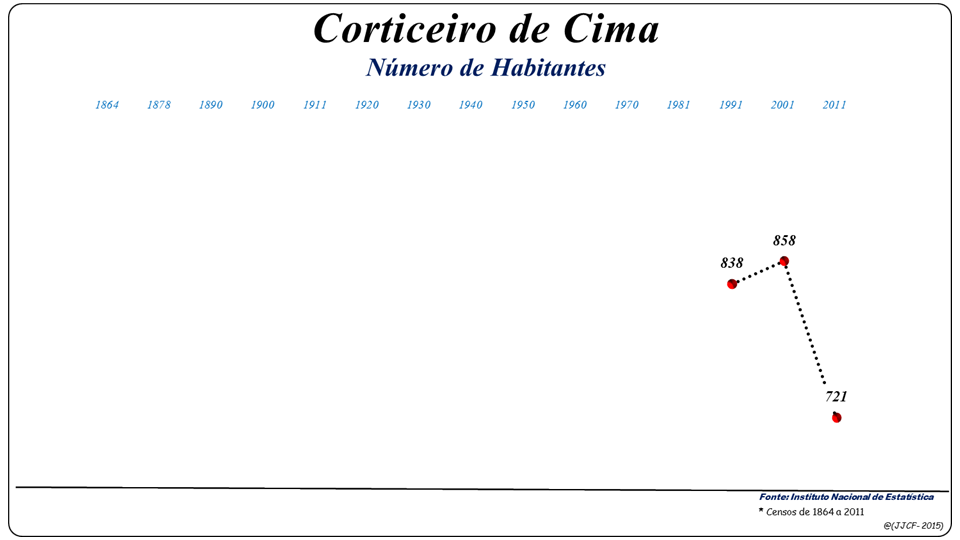
Evolução da População (1864 / 2011)

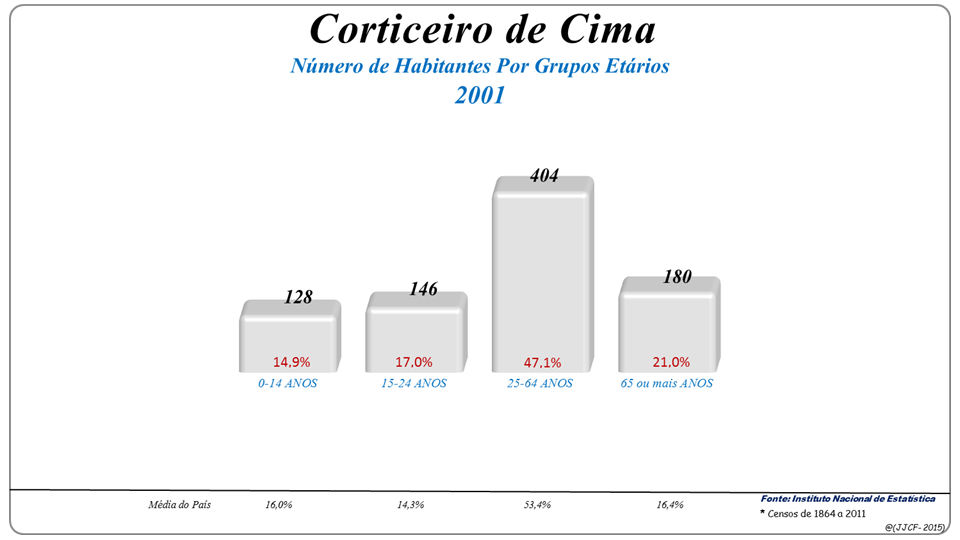
Grupos Etários (2001 e 2011)

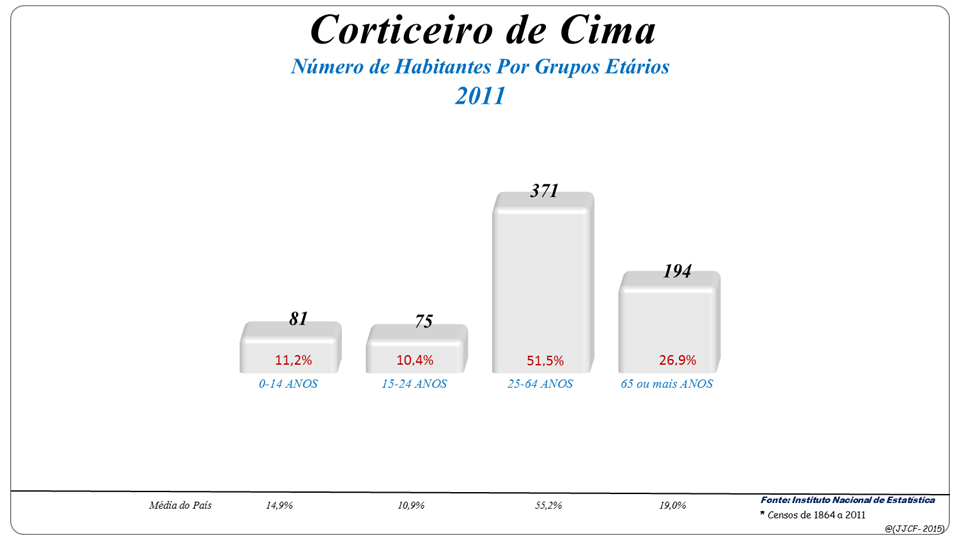
Grupos Etários (2001 e 2011)

Criada pela Lei nº 98/85, de 04 de Outubro, com lugares desamexados da freguesia de Febres

## História
Não se conhece muito sobre as suas origens. Apesar de não serem muito antigas, já em 1758 aparecem referenciadas as localidades de Corticeiro Grande e Corticeiro Pequeno, com 25 fogos cada, sendo apenas suplantadas, na Freguesia de Febres, pelas localidades da Fontinha e Boeiro, nome originário de Febres. De acordo com o "Livro do Tombo da Vila de Cantanhede do Excelentíssimo Marquês de Marialva", um pouco mais atrás, em 1683, o Corticeiro Grande tinha então 16 cabeças e o Corticeiro Pequeno oito. Os actuais lugares da freguesia eram parte integrante duma "vigararia da apresentação da mitra de Coimbra." A setença eclesiástica de 1791 referência esta aldeia gandaresa como fazendo parte da freguesia de Febres, nesse mesmo ano constitutida e desanexada da de Covões.
Várias são as tentativas que explicam a origem do topónimo Corticeiro. De acordo com alguns, aventa-se a hipótese, ainda que muito remota, de que alguns habitantes de Cortiçõ ou Cortiçóo, povoação já existente no reinado de D. Afonso Henriques (1146) e com carta de foral de 1216, viessem, por quaisquer razão, habitar estas terras gandaresas à beira-mar, tendo-se fixado na freguesia actual. Por serem de Cortiçô os vizinhos terão começado por lhes chamar de corticeiros, dando assim o nome à povoação. O mais óbvio e talvez provável é, como o próprio nome indica, que este núcleo populacional tivesse começado, em tempos remotos, com gente que se dedicasse ao trabalho da cortiça, ainda que esta não fosse assim tão abundante na região.
Existia, no que é hoje o centro da aldeia, uma capela ao estilo barroco e originalmente dedicada a São Bartolomeu. Como freguesia eclesiástica, o Corticeiro de Cima começou a sua existência em 27 de Março de 1915 por desmembramento da Freguesia de Febres. A sua formação inicial abarcava as populações de Corticeiro de Cima, Carapelhos, Cabeço Redondo, parte dos Leitões e parte do Corticeiro de Baixo (ambos lugares do concelho de Mira), e a parte oeste de Vilamar, incluindo a sua igreja velha. Com a criação da paróquia de Vilamar, o território paroquial foi reajustado, perdendo os Leitões e a parte ocidental de Vilamar. O órago actual da igreja paroquial é Nossa Senhora dos Remédios. O Corticeiro de Cima foi finalmente elevado à categoria de freguesia por lei de 4 de Outubro de 1985.
Embora domograficamente haja uma mudança, a actividade económica ainda continua sendo primária, como seja, a agricultura. Existem ainda os pequenos comércios. A indústria tem tido um franco crescimento, destacando-se a de electrodomésticos, que muito contribui para a emprego local. Contudo, ainda há quem se dedique à ourivesaria e relojoaria, outrora profissão local em Corticeiro e de onde partiram muitos pelo país fora como ourives ambulantes. Os 
célebres malas-verdes, …que, mais tarde, dariam origem às orgulhosas ourivesarias de hoje, espalhadas por todo o país, África e até Brasil - que, já hoje, não são só o orgulho da localidade, mas sim do Concelho de Cantanhede e dos concelhos vizinhos, Mira e Anadia". (O Marialva, boletim Informativo de Cantanhede de 1963)

## Património
- Igreja de São Bartolomeu (matriz)
- Fonte
- Alminhas no Vale e Fonte do Cabeço Redondo.

## Equipamentos
- Junta de Freguesia com centro médico
- Escola Primária

## Festas e Romarias
- São Sebastião (2º Domingo de Agosto).